# Ficus abelii
Ficus abelii är en mullbärsväxtart som beskrevs av Friedrich Anton Wilhelm Miquel. Ficus abelii ingår i släktet fikonsläktet, och familjen mullbärsväxter. Inga underarter finns listade i Catalogue of Life.